# 上海麻將
上海麻将是流行在上海以及附近地区的一种麻将打法，胡牌的牌型相对比较简单，技巧性很强，节奏慢，经常出现好几家都在“摇铃”（上海话，意思是自己不打生张或铳牌防止对手胡牌）而荒庄的情况。
- 上海麻将可以胡牌的牌型只有以下几种:
  - 混一色（同一花色牌加风向牌）；
  - 碰碰胡（4个刻子和将牌）；
  - 清一色，（全筒、全索、全万）；
  - 清碰（清一色且都是碰加麻将头）；
  - 乱风向（所有的牌都是风向牌即可胡牌）；
  - 字碰（乱风向的高级形态，所有的风向都为明刻或暗刻加一对风向麻将头）。

## 上海麻将的输赢算法
- 开始：

一般会在玩牌之前约定好一个“底”的大小和“辣子”,几花“辣子”（上海方言，“柆止”，意为封顶，即为一副牌的大小的封顶）的大小。
例如：底为20元，花为10元，八花辣子，则辣子为100元。（一般8花或4花）。
- 算花：
- 混一色和碰碰胡，胡牌需要算花。
  - 花牌有几只算几花。
  - 普通牌碰出或暗刻不算花，明杠算1花，暗杠算2花。
  - 东、南、西、北，碰出或暗刻算1花，明杠算2花，暗杠3花。
  - 中、发、白，碰出或暗刻算2花，明杠3花，暗杠4花。

- 辣子：
  - 清一色，1倍辣子。
  - 清碰，2倍辣子。
  - 全风向（乱风向、字一色），2倍辣子。
  - 风碰（字碰），算4倍辣子。

- 包牌、承包、吃三口、三口:

上海麻将有独特的三口包牌规则，A对B或B对A，如有吃碰杠三次的情况即为包牌。
一般在开始前约定一个规则，是大包或小包(以约定为准，可以微调)。
- - 大包：A对B或B对A包牌，此时如A自摸则B须一人付5份牌面大小给A，反过来B自摸则A付5份给B（简称包牌自摸5家）。
  - 小包：A对B或B对A包牌，此时如A自摸则B须一人付3份牌面大小给A，反过来B自摸则A付3份给B，C、D各付1份。
  - 如A出铳给B则A须付2份牌面大小给B（简称自铳两家，也可以约定不执行此条，既付3份或5分）。
  - 如非包牌的第三方C出铳给A或B，若C听牌则第三方付一份牌面大小，包牌的另一方付一份（简称一人一家），
  - 如C不听牌则一人付2份牌面大小给抓铳者，包牌的另外一家不付（也可以约定不管听牌否，都一人一家）。

- 特殊牌（以约定为准）
  - 门清：不吃不碰不杠别人，自己暗杠，胡牌后，算花后翻倍。例如：底20，花10，8花辣子，胡牌时有4花，(20+4*10=60）*2=120元。门清清一色，则为2倍辣子。
  - 大吊车:指吃碰杠后，手上只省一张牌，只听次牌。一般算1倍辣子，但也可以加成，例如：清一色大吊车，算2倍辣子而不是1倍。
  - 杠开：杠得的牌形成自摸胡牌，不足辣子的直接辣子，有更大的牌型算更大的。
  - 抢杠：A听的牌，恰巧是B杠的牌，此时A胡牌。B付3倍给A。
  - 海底捞：该你摸的最后一张牌胡牌，翻倍。（也可约定微调）。

- - 七捉一：A有1个花，B有7个花（指8张花牌，风向的碰、杠不算花）。A付B辣子或2倍辣子（以约定为准）。
  - 八花报道：摸到8个花牌，其他3人付多少以约定为准。
  - 6、7太特殊一般不采用。